# Friedrich August Raschig
Friedrich August Raschig (conocido como Fritz Raschig) (Brandeburgo, 8 de junio de 1863 - Duisburgo, 4 de febrero de 1928) fue un químico, industrial y político alemán.

## Vida y carrera científica
F. Raschig fue el mayor de trece hermanos. Su padre fue el fabricante August Raschig, quien provenía de una antigua familia de hilanderos originaria de la ciudad de Jessen. En 1862, la familia Raschig fundó una fábrica de rodapiés en la ciudad de Brandeburgo que fue dirigida por hermanos de Fritz Raschig al menos hasta la década de 1920.
F. Raschig mostró un temprano interés por las ciencias naturales, especialmente por la química. Realizó su formación secundaria en la escuela de Brandeburgo, graduándose en 1881. Tras finalizar su educación secundaria, comenzó sus estudios universitarios de química en la Universidad de Berlín. Pasó un semestre en la Universidad de Heidelberg, donde estudió bajo la tutela del químico Robert Wilhelm Bunsen. En 1884 se doctoró en la Universidad de Berlín con la tesis Einwirkung von Kupferchloriden auf Schwermetalle (Influencia de los cloruros de cobre sobre los metales pesados). Trabajó como asistente de investigación en Berlín entre los años 1885 y 1887. Durante este período publicó un trabajo titulado Über das Verhalten der salpetrigen zur schwefeligen Säure (Sobre el comportamiento de los nitritos en ácido sulfuroso). Los compuestos de azufre y nitrógeno serán protagonistas en las investigaciones de F. Raschig durante toda su vida.
Desde 1887, F. Raschig trabajó como gerente del área de síntesis de ácido benzoico, fenol y ácido pícrico en la empresa BASF. En el año 1891 fundó su propia empresa de productos químicos, Raschig GmbH, en la ciudad de Ludwigshafen. Inicialmente, la empresa se centró en la destilación de alquitrán para obtener productos altamente purificados, como antraceno, ácido carbólico o benceno. F. Raschig es conocido por desarrollar un proceso de destilación utilizando un relleno especial en las columnas que patentó en 1914 con el nombre de anillos de Raschig. Después de la muerte de F. Raschig, su empresa pasó a manos de sus dos hijos y en 1996 pasó a ser una filial de una empresa de Estados Unidos.
En 1916, F. Raschig donó a la ciudad de Ludwigshafen un terreno de 200000 m² donde se creó una ciudad jardín destinada a los veteranos de guerra. Actualmente, la calle principal de dicha ciudad jardín se llama Raschigstraße en honor de F. Raschig.
En 1917, F. Raschig fue nombrado doctor honoris causa en Ingeniería por la Universidad Técnica de Darmstadt. Al año siguiente recibió los mismos honores por parte de la Universidad de Karlsruhe. F. Raschig formó parte de la Asociación para la Protección de los Intereses de la Industria Química Alemana. En 1927 recibió la medalla Liebig.
Los principales logros científicos de F. Raschig son los siguientes:
- El desarrollo de las aplicaciones de los cresoles.
- El desarrollo del Raschit (para-cloro-meta-cresol) como desinfectante.
- El desarrollo de la destilación continua del alquitrán.
- El desarrollo del proceso Kiton para el asfaltado (mezcla de alquitrán, agua y arcilla en suspensión).
- El desarrollo de resinas sintéticas de fenol y formaldehído.

## Política
F. Raschig fue miembro de la Asamblea Nacional de la República de Weimar entre 1919 y 1920. Desde finales de 1924 hasta su muerte, acaecida en 1928, fue miembro del Partido Democrático Alemán. También formó parte del Consejo de la ciudad de Ludwigshafen desde 1900 hasta su muerte.